# Abu Muslim al-Turkmani
Fadel Ahmed Abdullah al-Hiyal (1959 – Mossul, 18 de agosto de 2015), mais conhecido como Haji Mutazz , ou pelo seu nome de guerra Abu Muslim al-Turkmani (em árabe: أبو مسلم التركماني ), também conhecido como Abu Mutaz al-Qurashi, considerado o segundo-em-comando da organização terrorista Estado Islâmico do Iraque e do Levante (juntamente com o seu homólogo Abu Ali al-Anbari, que detém uma posição semelhante na Síria), desempenhou um papel político de supervisionar os conselhos locais e um papel militar que incluia operações contra adversários do grupo.[carece de fontes?]

## Biografia
De etnia turcomena nascido em Tel Afar, província de Ninawa, al-Hiyali era um coronel do Exército iraquiano sob Saddam Hussein. De acordo com documentos descobertos no Iraque, al-Hiyali era membro militar unidade de inteligência Istikhbarat (Diretório Geral de Inteligência), que também passou um tempo como um oficial das Forças especiais da Guarda republicana e até a Guerra do Iraque. Foi um dos fundadores do grupo Estado Islâmico.
al-Hiyal supervisionava o dia-a-dia operacional do Estado Islâmico em várias províncias e regiões do Iraque.
Em junho de 2015, o jornal New York Times afirmou que al-Turkmani era um dos cabeças do alto conselho do Estado Islâmico. Ele liderava também um conselho de comandantes militares do grupo que organizavam as estratégias.
Ele acabou sendo morto em um ataque aéreo americano em Mossul, no norte do Iraque, em 18 de agosto de 2015.